# 黄唇桑梭螺
黄唇桑梭螺（学名：Xandarovula xanthochila）为梭螺科桑梭螺属的动物。分布于日本、台湾岛以及中国大陆的东中国海等地，常见于潮下带以及比较深水的海底。该物种的模式产地在日本土佐冲。